# 中沢駅
中沢駅（なかさわえき）は、青森県青森市大字四戸橋（しとばし）字磯部にある、東日本旅客鉄道（JR東日本）津軽線の駅である。
駅の一部は東津軽郡蓬田村にある。なお、「中沢」は蓬田村にある地名である。

## 歴史
- 1959年（昭和34年）11月25日：国鉄の駅として開業[2][3]。
- 1987年（昭和62年）4月1日：国鉄分割民営化により、東日本旅客鉄道の駅となる[3]。
- 1988年（昭和63年）3月13日：交換設備の供用を開始[2]。
- 2010年（平成22年）4月22日：2か月前に盗難された坪尻駅の駅スタンプが当駅で発見される[4]。
- 2019年（令和元年）6月1日：蟹田駅の業務委託化に伴い、管理駅が青森駅に変更。
- 2024年（令和6年）10月1日：えきねっとQチケのサービスを開始[1][5]。

## 駅構造
単式ホーム1面1線と島式ホーム1面2線、合計2面3線を有する地上駅であり、列車交換が可能。双方のホームは跨線橋で接続されている。
青森駅管理の無人駅で、1番線に待合室が設けられている。

### のりば
| 番線 | 路線    | 方向       | 行先           |
| ---- | ------- | ---------- | -------------- |
| 1    | ■津軽線 | 上り       | 青森方面       |
| 2    | ■津軽線 | （待避線） | （待避線）     |
| 3    | ■津軽線 | 下り       | 蟹田・三厩方面 |

- 2020年（令和2年）3月現在、2番線を発着する定期旅客列車は設定されていない。

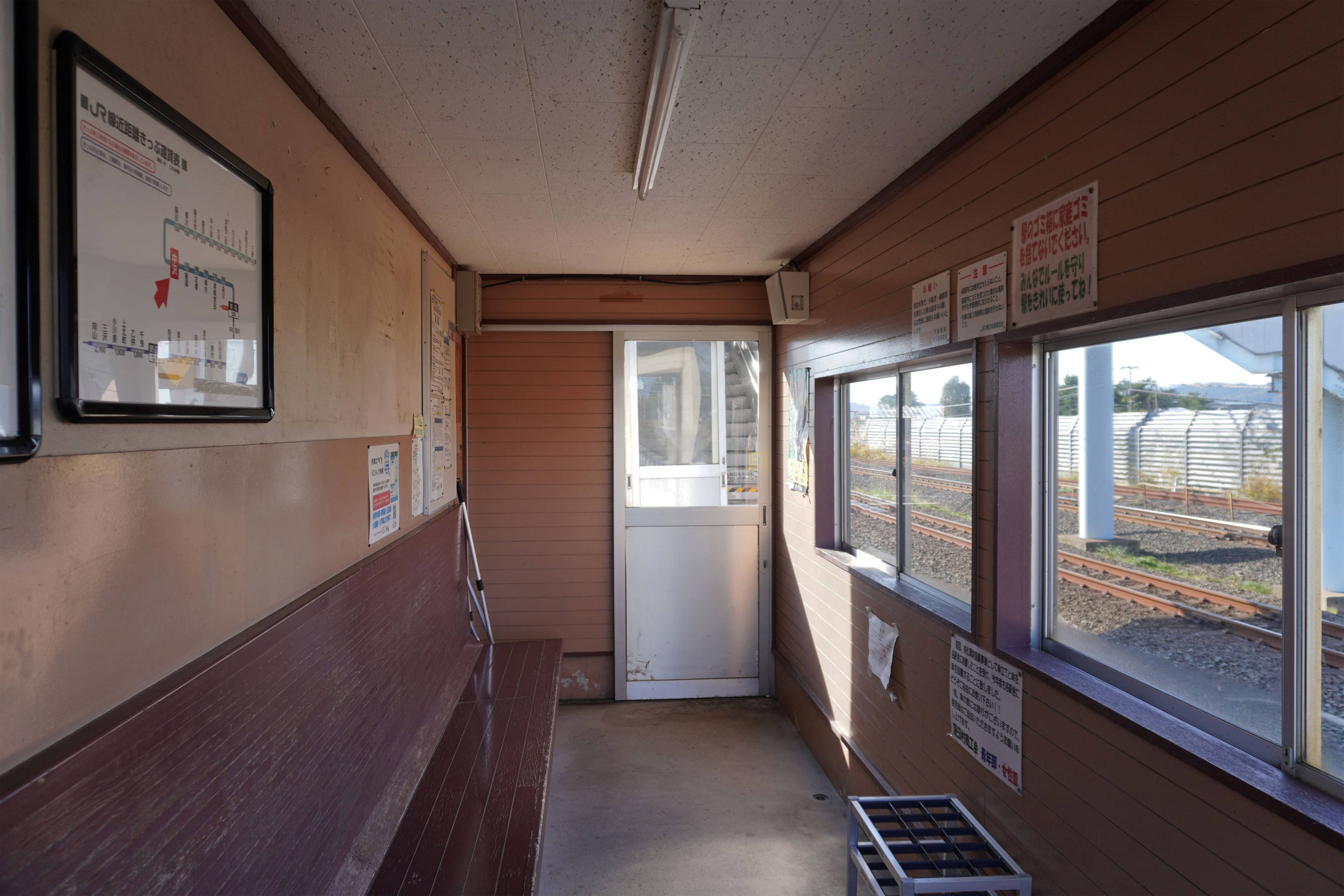
待合室（2023年10月）
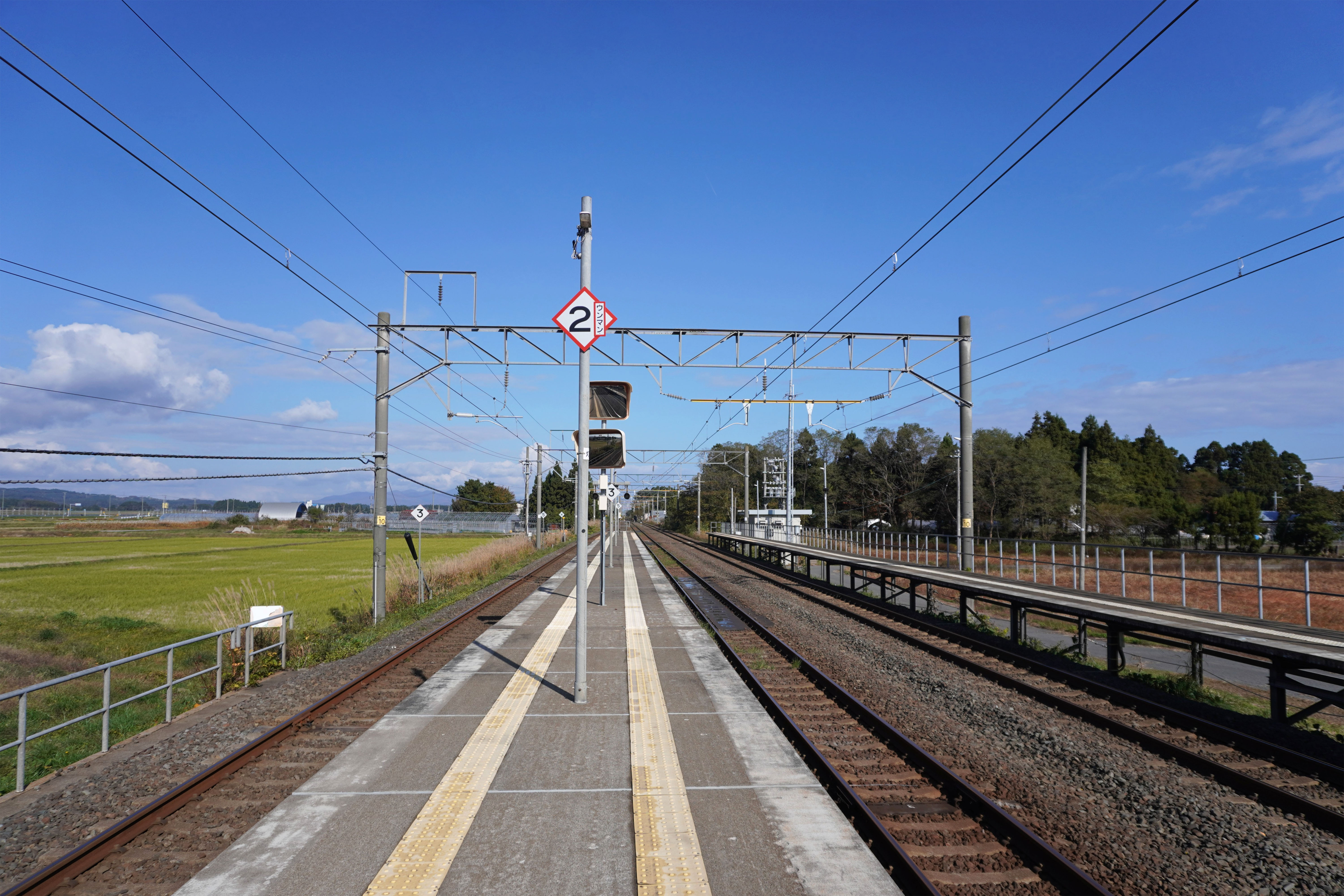
ホーム（2023年10月）

## 利用状況
2004年度（平成16年度）の1日平均乗車人員は69人である。なお、2005年度（平成17年度）以降のデータからは非公開となっている。
| 年度 | 1日平均乗車人員 |
| ---- | --------------- |
| 1988 | 135             |
| 1993 | 108             |
| 1998 | 70              |
| 2001 | 68              |
| 2004 | 69              |

## 駅周辺
- 国道280号

## 隣の駅
東日本旅客鉄道（JR東日本）
■津軽線
後潟駅 - 中沢駅 - 蓬田駅